# Recuerdos del olvido
Recuerdos del olvido  es el sexto capítulo del ciclo de unitarios ficcionales del programa Historias de corazón, emitido por Telefe. Este episodio se estrenó el día 12 de febrero de 2013.

## Trama
Dora (Virginia Lago) y Héctor (Hugo Arana) son un matrimonio feliz que lleva muchos años de convivencia gracias al amor y respeto que se tienen mutuamente. Ellos mantienen una vida próspera de trabajo y proyectos. Todos marcha bien hasta que Héctor, poco a poco comienza a tener una serie de olvidos, confusiones, distracciones y torpezas que lo complican tanto en el ámbito familiar como en el laboral. De a poco el hombre activo, hábil para los negocios y la vida social, deja de ser lo que era. Por esa razón, Dora, junto con su familia, deciden ayudar a Héctor con su problema, no solo para luchar contra una enfermedad, sino también para que los sueños y proyectos de Héctor no queden en el olvido.

## Elenco
- Virginia Lago - Dora
- Hugo Arana - Héctor
- Gerardo Chendo - Santiago
- Adriana Salonia - Paula
- Thelma Fardín - Julia
- Adrián Batista - Doctor
- Silvia Balcells - Teresa
- Mucio Manchini - Amigo de Santiago
- Alfredo Martín - Cobrador
- Adrián Fondari - Consultor

## Ficha técnica
- Autor: Mario Borovich
- Coordinación autoral: Esther Feldman
- Producción ejecutiva: Susana Rudny
- Dirección: Omar Aiello